# Ildsalamander
Ildsalamander (Salamandra salamandra) er en europæisk padde i familien egentlige salamandre.

## Udseende
Ildsalamanderen har en kort, cylindrisk hale og korte ben med brede tæer. Der er stor variation i farven. De kan være sorte med gule tegninger i form af prikker eller striber, eller gule med sorte tegninger, eller rødlige eller orange og sorte. Ildsalamanderen har to rækker af giftkirtler ned langs ryggen og to store parotoidkirtler i nakken. Der udskilles en mælkehvid gift fra disse kirtler hvis dyret angribes.
- Eksempler på farvevariationer
- Sort med prikker
- Overvejende sort
- Gul med striber
- Sort og orange

## Levevis og forplantning
Voksne ildsalamandre er landdyr. Om dagen ligger de i skjul under træstammer eller sten. De kommer frem om natten og efter regn for at spise smådyr som regnorme, insekter og nøgensnegle. De fleste underarter føder 12-50 veludviklede larver i vandhuller eller vandløb hvor de lever indtil de gennemført deres metamorfose. Hos underarterne S.s. bernardezi og S.s. fastusa kan larverne blive i hunnens æggeleder indtil de er når deres voksne form, hvorefter hunnen føder 2-8 unger på land.

## Udbredelse og levested
Ildsalamander findes i store dele af Central-, Øst og Sydeuropa hvor den som helhed ikke regnes som truet, men der er været alvorlige nedgange i bestanden i nogle områder i især Holland og Spanien. Blandt årsagerne er tab af habitatområder, udsættelse af rovfisk og øget tørke i Spanien. Tidligere har salamandrebestande i Nordafrika og Sydøstasien som nu regnes for selvstændige arter, også været betragtet som ildsalamandre.
Ildsalamanderen findes hovedsageligt i våde løv- eller blandingsskove, sjældnere i nåleskov, nær vandløb. De kan også findes i skovlysninger, skovkanter, klipper og områder med tæt buskads eller urteartig vegetation. De foretrækker steder som er dækket af nedfaldne blade eller andet dødt plantemateriale eller mos, men er de ret tolerante over for ændrede omgivelser og er f.eks. også fundet i haver. De lever i højder op til 2.500 m.

## Ildsalamanderens gift
Ildsalamanderens giftsekret indeholder flere alkaloider som kan fremkalde muskelkramper, hypertension og hyperventilering hos hvirveldyr. Hos raske mennesker vil giften normal kun give svag hudirritation. Hos meget følsomme mennesker og spædbørn kan der også komme kvalme, vejrtrækningsbesvær og opkastning. Uerfarne hunde og katte som har spist salamandre er i nogle tilfælde døde af forgiftningen. Der er konstateret stofferne samandarin (C19H31NO2), samandaridin (C21H31NO3) og samandaron (C19H29NO2), som kaldes salamander-alkaloider, i giften.
Ud over forsvar mod rovdyr tjener hudkirtelsekretionen til at hæmme bakterie- og svampevækst på den fugtige hudoverflade.

## Myter om salamanderen
Salamanderen er ildens elementarånd i Paracelsus' teori om åndemennesker, og i Goethes Faust personificeres ild også med salamanderen.
Sammenknytningen mellem salamanderen og ild går tilbage til oldtidens Grækenland. Aristoteles (384-322 f.v.t.) skrev "At visse dyr kan modstå ilden viser også salamanderen der – efter hvad man siger – slukker ilden, når den går derigennem". Her menes ildsalamanderen der som en landlevende, almindelig salamander er den salamanderart man oftest ville støde på.
Baggrunden for opfattelse kan stamme fra at ildsalamanderen kan skjule sig i hule træstammer i dagtimerne, og hvis et stykke træ med en salamander bliver lagt på et ildsted, kan salamanderen udskille en væske fra sine giftkirtler som et kort øjeblik beskytter mod ildens varme. I 1600- og 1700-tallet blev der gjort flere eksperimenter for at fastslå om det er rigtigt at salamandre kan slukke ild. Resultaterne var at de ikke blev antændt med det samme, men at de kun kunne modstå ild i kort tid.
Plinius (ca. 23-79) skrev "Af alle giftige dyr, er salamanderen det afskyeligste; for de øvrige bider eller stikker dog hver gang kun en enkelt ... men salamanderen kan, hvis man ikke tager sig i agt for den, ødelægge hele folkeslag. Kryber den op i et træ, forgifter den al dets frugt og dræber således enhver, som spiser deraf, ved sin isnende kraft. Ja, har den blot med en fod berørt et stykke træ, og man så bruger det til at bage en skorpe brød, så bliver brødet til gift; falder den i en brønd, forgiftes vandet." Disse påstande om evnen til at slukke ild og stor giftighed gentages af mange skribenter indtil det 17. århundrede.